# دحية (الخبت)

تعديل مصدري - تعديل

دحية هي إحدى قرى عزلة نمرة بمديرية الخبت التابعة لمحافظة المحويت، بلغ تعداد سكانها 353 نسمة حسب تعداد اليمن لعام 2004.